# Доброхотов Роман Олександрович
Роман Олександрович Доброхотов (нар.. 6 серпня 1983, Москва, СРСР) — російський громадський діяч, один із засновників і лідерів "Партії 5 грудня", засновник і лідер руху «Ми», член федеральної політради руху «Солідарність», член політради московського відділення «Солідарності», журналіст-розслідувач і викладач. З 2013 року — головний редактор інтернет-видання The Insider.

## Життєпис
Батько Романа Олександр Львович Доброхотов — професор філософії Національного дослідницького університету Вища школа економіки.
Роман Доброхотов закінчив школу № 1525 (ліцей «Воробйови гори»).
З 2000 по 2006 роки навчався в Московському державному інституті міжнародних відносин на факультеті політології. У 2006 році він вступив до аспірантури Вищої школи економіки. У ЗМІ згадувалася тема кандидатської дисертації Доброхотова — «Довіра в світовій політиці». У січні 2010 року він повідомляв, що готує дисертацію до захисту.
Дотримується ліберально-демократичних поглядів, у 2005 році брав участь в молодіжному русі «Идущие без Путина», керував його московським відділенням.
У 2005 року Роман Доброхотов організував та очолив демократичний рух «Ми». Він також входить до федеральної політради руху «Солідарність» з моменту заснування руху в 2008 року, а також до політради московського відділення «Солідарності» з 2009 року.
У 2007—2008 роках неодноразово брав участь у «Марші незгодних».
З травня 2006 по березень 2009 років Роман Доброхотов писав статті для газети «Нові Вісті», працював заступником редактора відділу економіки. Писав матеріали на теми економіки, міжнародної політики та культури. Під час російсько-грузинського війни написав звідти репортаж.
З 2006 по 2008 роки працював позаштатним співробітником радіостанції «Говорить Москва», де вів щотижневу передачу «Очна ставка». У 2009 році співпрацював із Радіо «Свобода».
У липні 2009 року Роман Доброхотов оголосив про свій намір балотуватися на виборах до Московської міської думи по одномандатному виборчому округу № 5. Висунення Романа було підтримано рухом «Солідарність». Мосміськвиборчком відмовив йому в реєстрації, через претензії до якості зібраних підписів.
У березні 2010 року підписав звернення російської опозиції «Путін повинен піти».С апреля 2010 работал редактором интернет-издания Slon.ru.
В січні 2013 року Роман стал автором проекту «Неделя каминг-аута», що було присвячене проблемам ЛГБТ-товариства. 25 лютого 2013 року Роман разом з частиною редакції інтернет-порталу Slon.ru був звільнений, після цього він став одним з авторів статей на colta.ru.
Далі працювати з ним було неможливо. Він не бачить себе журналістом, скоріше більше політиком.

Андрій Горянов, головний редактор Slon.ru
26 травня 2011 року у відповідь на «Звернення до керівництва країни з проханням про зміну культурної політики Росії» організував у своєму блозі збір підписів під Відкритим листом діячам культури".
7 червня 2011 року відбулися політичні дебати між рухами «Наші» і «Солідарність» у клубі ArteFAQ в Москві. Від «Наших» виступали Марія Кисліцина і Гліб Крайник, від «Солідарності» — Роман Доброхотов, Костянтин Янкаускас і Анастасія Рибаченко. У червні 2011 року брав участь у форумі «Антиселігер». У 2012 році охоче прийняв пропозицію взяти участь в роботі форуму «Селігер» і прочитав там лекцію про корупцію в Кремлі, в якій розповів про бізнесмена Юрія Ковальчука, його сина Бориса Ковальчука, Геннадія Тимченка і про самого «Михайла Івановича».
Роман став одним із засновників Партії 5 грудня" влітку 2012 року. Висувався разом з Сергієм Давидісом, Ганною Каретніковою, Петром Царьковим, Марією Бароновоїю і ще вісьмома кандидатами від «Партії 5 грудня» на виборах до Координаційної ради опозиції, які пройшли в жовтні 2012 року.
У вересні 2014 року Роман Олександрович збирався балотуватися від своєї партії у депутати Московської міської думи по району Ясенєво.
З січня 2010 року Роман Доброхотов викладає політологію і світову економіку в Державному академічному університеті гуманітарних наук (ДАУГН). Як журналіст розміщує статті в різних інтернет-ЗМІ.

## Інцидент з президентом Медведєвим
12 грудня 2008 року Роман Доброхотов привернув до себе увагу засобів масової інформації, перервавши промову президента Росії Дмитра Медведєва під час його виступу в Кремлі з нагоди 15-ї річниці прийняття Конституції РФ.

Роман Доброхотов викрикнув з місця: «Ганьба поправкам!». (Йдеться про поправки до Конституції, запропонованих Дмитром Медведєвим, про продовження терміну повноважень президента до шести років, а депутатів Думи до п'яти років. Поправки вступили в силу в грудні 2008 року). Після слів Медведєва про те, що права людини «визначають сенс і зміст державної діяльності», Роман Доброхотов викрикнув: 
 Що ви його слухаєте?! Він порушив усі права і свободи людини і громадянина!… Конституція порушена, в країні цензура, виборів немає, а він про Конституцію говорить…
Під час останньої фрази співробітники Федеральної служби охорони вже виводили Романа Доброхотова із залу, один із співробітників намагався затиснути йому рот. Президент Медведєв сказав: «насправді, не треба нікуди забирати, нехай залишається, слухає. Відверто кажучи, Конституція для того і приймалася, щоб у кожного було право на висловлення власної позиції. Це теж позиція, її можна поважати». Однак слова президента були проігноровані охоронцями і Роман Доброхотов був доставлений у відділення міліції.
Інцидент був вирізаний з трансляції виступу Медведєва на федеральних телеканалах, але був показаний в ефірі петербурзького «П'ятого каналу». Згодом Роман Доброхотов стверджував, що не готував провокацій, а його виступ було «спонтанним емоційним сплеском».
Того ж дня Роман Доброхотов повідомив у своєму блозі, що звільнений з роботи на радіо «Говорить Москва». Повернувшись додому, Роман Доброхотов отримав повідомлення, що він звільнений у зв'язку із скороченням штатів, нібито радіостанція звільняє всіх позаштатників. Хоча, за твердженням Доброхотова, до цього ніхто про можливе звільнення його ніхто не попереджав.

## Участь в акціях опозиції
31 січня 2010 року Роман Доброхотов був затриманий (загалом було затримано більше ста чоловік) на мітингу на захист 31-ї статті Конституції, яка гарантує свободу зібрань. 28 вересня 2010 року був затриманий (крім нього було затримано ще троє) на мітингу проти колишнього мера міста Москви Юрія Лужкова біля пам'ятника Юрію Долгорукому навпроти московської мерії на Тверській площі.
20 лютого 2011 року Роман Доброхотов та демократичний рух «Ми» вивісили з Великого Москворецкая мосту навпроти Кремля банер з написом «Пора мінятися!» і зображеннями Путіна за ґратами і Ходорковського.
4 грудня 2011року був затриманий серед десятків інших активістів біля пам'ятника Маяковському на Тріумфальній площі в Москві. Виступав зі сцени мітингу «За чесні вибори» на Чистих ставках в Москві 5 грудня 2011 року. Роман надихнувся акцією «Балтійський шлях» 1989 року і організував яскравий флешмоб «Велике біле коло». Акція відбулася 26 лютого 2012 року.
У день народження Путіна 7 жовтня 2012 року прийшов з граблями на акцію «Проводимо дідуся на пенсію» біля пам'ятника героям Плєвни в Іллінському сквері в Москві, був затриманий поліцією. Роком раніше він був затриманий на акції провладного руху «Наші», присвяченій чергового дня народження Путіна.
Під час мітингу «Свободу в'язням 6 травня» 6 травня 2013 року на Болотній площі побився з православними активістами.

## Розслідування резонансних порушень закону Росією
Романом Доброхотовим у 2018 році разом з часописами The Insider і Bellingcat розкрили справжні імена трьох працівників ГРУ Росії, які, за їхніми даними, брали участь у операції проти Скрипалів: «Руслан Боширов» — полковник ГРУ Анатолій Чепіга; «Олександр Петров» — військовий лікар ГРУ Олександр Мишкін; «Сергій Федотов» — високопоставлений офіцер ГРУ Денис Сергєєв. Також він заявив, що російський уряд несе пряму відповідальність за катастрофу малазійського «Боїнга-777», який був збитий над територією України в 2014 році.
|  | Роман Доброхотов про свавілля в Росії щодо регіональних журналістів: «Як правило, журналістів убивають не дуже відомих і в регіонах. Часто це ситуації, пов'язані з екологією. Це може бути тема, на якій журналіст «сидить» роками і він не сподобався місцевому «царьку», то той його вирішив «замочити», думаючи, що не буде резонансу. Часто це так і є — резонансу немає. А коли це журналіст у великому виданні, яке розслідує теми, пов'язані з Путіним, не думаю, що Путін даватиме вказівку вбивати. Принаймні поки цього не було, можливо, почнеться». |

Бере участь у розслідуванні дій Росії проти України у 2010-20 рр.